# Lucinasco
Lucinasco (ligur nyelven Luxinasco) egy olasz község Liguria régióban, Imperia megyében

## Földrajz
Lucinasco Imperiától 18 km-re helyezkedik el.

## Gazdaság
Legjelentősebb bevételi forrása a mezőgazdaság.Elsősorban olivát termesztenek.

## Közlekedés
Megközelíthető az A10 autópályán, az  Imperia Est lehajtóról.

## Fordítás
- Ez a szócikk részben vagy egészben  a   Lucinasco című olasz Wikipédia-szócikk fordításán alapul.  Az eredeti cikk szerkesztőit annak laptörténete sorolja fel. Ez a jelzés csupán a megfogalmazás eredetét és a szerzői jogokat jelzi, nem szolgál a cikkben szereplő információk forrásmegjelöléseként.